# 핑크빛 깡통
핑크빛 깡통(Pink Can)은 한국에서 제작된 심형래 감독의 1994년 코미디, 멜로/로맨스 영화이다. 심형래 등이 주연으로 출연하였고 심형래 등이 제작에 참여하였다.

## 줄거리
금융실명제로 본의 아니게 거지가 된 형래는 압구정동에서 구걸하던 중, 인신매매범에게 납치당하는 여대생을 구해주지만 그녀는 형래를 보고 도망가버린다. 형래는 건설현장 노무자 권씨와 허구헌날 싸우는 영식의 부모, 술집종업원 금자방에서 나는 신음소리에 하루도 조용할 날이 없다. 어느날 형래는 이대앞에서 소매치기당한 가방을 되찾아준 일로 윤주를 만난다. 이때부터 윤주는 하루도 빠짐없이 형래의 깡통에 동전을 주고 간다. 윤주의 졸업식이 다가오자, 형래는 목욕탕에 가고, 양복점에서 옷을 사입는 등 한껏 단장하고 학교로 간다. 그러나 윤주가 차에 타는 것을 보고 택시로 뒤따라 간 형래는 웅장한 저택으로 들어가는 것을 보고 상심한다. 그러나 형래는 새벽마다 윤주의 집으로 가 윤주와 부모의 구두를 닦고 주변을 청소한다. 결국 형래의 순수한 사랑에 감동한 윤주아버지는 결혼을 승낙하고, 형래와 윤주는 아름다운 해변에서 사랑을 속삭인다. 그러나 이것은 꿈일뿐, 어느 도로상에서 깡통을 찌그러뜨리는 소리에 잠을 깬 형래는 실망한다.

## 출연

### 주연
- 심형래 ... 형래 역

### 조연
- 김진경 ... 윤주 역
- 이춘식 ... 권 씨 역
- 채유미 ... 금자 역
- 한상진 ... 영식 부 역
- 김형자 ... 영식 모 역
- 용감한 형제 ... 영식 역
- 안진수 ... 윤주 부 역
- 서한나 ... 윤주 모 역

## 제작진
- 제작실장: 송형복
- 제작부장: 오태형
- 촬영부: 허봉완
- 촬영부: 신종순
- 조명: 조길수
- 조명부: 송훈
- 조명부: 김형철
- 조명부: 유철
- 조명부: 김현철
- 조연출: 양승원
- 스크립터: 류희정
- 녹음: 이성근
- 특수촬영: 윤종두
- 분장: 정기운
- 분장: 박경희
- 분장: 김종식
- 의상: 이민자
- 효과: 양대호